# Влюблённые (фильм, 2000)
«Влюблённые» (хинди मोहब्बतें, урду محبتیں‎ , дословно: «Любовные истории») — индийский фильм. Главные роли исполнили Амитабх Баччан, Шахрукх Кхан и Айшвария Рай. Дата выхода 27 октября 2000 года.

## Сюжет
В начале фильма показывают трёх учеников самого элитного колледжа страны, они знакомятся друг с другом и становятся лучшими друзьями. Директор колледжа Нараян Шанкар (Амитабх Баччан) установил очень жёсткие правила: никто не имеет права покидать территорию колледжа без его ведома, никто не имеет права встречаться с девушками. Но сердцу не прикажешь, молодые студенты влюбляются.
Вскоре в колледж приезжает новый молодой учитель музыки Радж Арьян (Шахрукх Кхан). Учитель замечает тех самых трёх молодых студентов, которые безнадёжно влюблены, но боятся нарушить главное правило колледжа (встречаться с девушками) и потерять всё. Он им помогает выходить за территорию колледжа, что бы они увиделись со своими любимыми. Оказывается, он сам был когда-то влюблён в дочь директора колледжа Мегху (Айшвария Рай), но вскоре их разлучили, после чего она, не в силах это выдержать, покончила жизнь самоубийством. Но и сейчас через многие годы, Радж не забыл Мегху, он любит её, и с каждым мгновеньем всё больше и больше, он видит её каждый раз, как только закрывает глаза.
В это время про походы трёх молодых студентов узнаёт директор колледжа, им грозит отчисление, но Радж берёт всю вину на себя, он говорит, что любовь сильнее страха, она способна преодолеть любые препятствия, и он готов это доказать, но Нараян Шанкар с ним категорически не согласен, он убеждён, что страх гораздо сильнее любви. Вскоре Радж признаёт своё поражение, но почему? Что его заставило это сделать? Кто из них прав? Кто одержит победу?

## В ролях
- Амитабх Баччан — Нараян Шанкар
- Шахрукх Кхан — Радж Арьян Мальхотра
- Айшвария Рай — Мегха Шанкар
- Джимми Шергил — Каран Чоудри
- Джугал Хансрадж — Самир Шарма
- Удай Чопра — Викрам Капур / Оберой
- Ким Шарма — Санджана
- Шамита Шетти — Ишика
- Прити Джхангиани — Киран
- Арчарана Пуран Сингх — Прито
- Хелен — мисс Моника
- Анупам Кхер — Каке
- Амриш Пури — генерал Кханна

## Саундтрек
| №  | Название                      | Исполнители | Длительность |
| -- | ----------------------------- | --- | ------------ |
| 1. | «Humko Humise Chura Lo»       | Лата Мангешкар, Удит Нараян                                                                                              | 7:53         |
| 2. | «Chalte Chalte»               | Швета Пандит, Сонали Бхатавдекар, Притха Мазумдар, Удхбав, Манохар Шеттy, Ишаан                                          | 7:38         |
| 3. | «Pairon Mein Bandhan Hai»     | Швета Пандит, Сонали Бхатавдекар, Притха Мазумдар, Удхбав, Манохар Шеттy, Ишаан                                          | 7:01         |
| 4. | «Aankhein Khuli»              | Лата Мангешкар, Удит Нараян, Швета Пандит, Сонали Бхатавдекар, Притха Мазумдар, Удхбав, Манохар Шеттy, Шахрух Хан, Ишаан | 6:30         |
| 5. | «Soni Soni»                   | Удит Нараян, Джаспиндер Нарула, Швета Пандит, Сонали Бхатавдекар, Притха Мазумдар, Удхбав, Манохар Шеттy, Ишаан          | 9:07         |
| 6. | «Chalte Chalte 2»             | Швета Пандит, Сонали Бхатавдекар, Притха Мазумдар, Удхбав, Манохар Шеттy                                                 | 2:49         |
| 7. | «Zinda Rehti Hai Mohabbatein» | Лата Мангешкар, Удит Нараян                                                                                              | 2:23         |
| 8. | «Mohabbatein Love Themes»     | инструментальный | 2:17         |
| 9. | «Rhythms of Mohabbatein»      | инструментальный | 3:56         |

## Награды и номинации
Filmfare Awards
- Лучшая мужская роль по мнению критиков — Шахрукх Кхан
- Лучшая мужская роль второго плана — Амитабх Баччан
- Лучший звук — Анудж Матхур
- номинация Лучший фильм
- номинация Лучшая режиссура — Адитья Чопра
- номинация Лучшая мужская роль — Шахрукх Кхан
- номинация Лучшая женская роль второго плана — Айшвария Рай
- номинация Лучшая лирика — Ананд Бакши
- номинация Лучшая музыка — Джатин-Лалит

Другие
- IIFA Awards — Лучший дизайн костюмов — Каран Джохар
- IIFA Awards — Лучший сценарий — Адитья Чопра
- Screen Award — Лушая лирика — Ананд Бакши
- Sansui Viewer Choice Movie Awards — Лучший актёр — Шахрукх Кхан